# Mayflower II
Le Mayflower II est une reproduction du vaisseau marchand Mayflower du XVIIe siècle, célébré pour avoir transporté les pères pèlerins vers le Nouveau Monde en 1620.
Cette réplique a été construite dans le Devon, en Angleterre, en 1955-1956, dans le cadre d'une collaboration entre l'anglais Warwick Charlton (en) et le Plimoth Plantation, un musée américain consacré à la Colonie de Plymouth. Le travail s'est appuyé sur des plans de navires reconstruits détenus par le musée américain, ainsi que sur la construction à la main par des constructeurs navals anglais utilisant des méthodes traditionnelles. Mayflower II est parti de Plymouth (Comté de Devon, Angleterre) le 20 avril 1957, recréant le voyage original à travers l'océan Atlantique, sous le commandement d'Alan Villiers. D'après le journal de bord du navire, le Mayflower II est arrivé à Plymouth (Massachusetts) le 22 juin ; il a été remorqué sur l'East River jusqu'à New York le lundi 1er juillet 1957, où Villiers et son équipage ont été reçus par une ticker-tape parade. Le navire a été inscrit au Registre national des lieux historiques en 2020.

## Construction et historique
Le navire a été construit au chantier naval Upham à Brixham et financé par des dons privés en Angleterre et à la Plimoth Plantation. Il représentait l'alliance entre le Royaume-Uni et les États-Unis pour la collaboration pendant la Seconde Guerre mondiale. Le navire est considéré comme une reproduction générique fidèle à quelques détails près (éclairages électriques ajoutés et échelle remplacée par un escalier sur le pont inférieur), avec des bois de chêne massif, un gréement en chanvre goudronné et des cartes coloriées à la main. Il possède trois mâts (mât principal, mât de misaine, artimon), un beaupré et six voiles.
Le navire est en état de navigabilité et a navigué jusqu'à Providence (Rhode Island) en 2002. En décembre 2012, le Mayflower II a été remorqué en cale sèche au  Fairhaven Shipyard à Fairhaven dans le Massachusetts pour une inspection de l'United States Coast Guard ainsi que des réparations. Les réparations ont pris plus de temps que prévu à l'origine car des dommages inattendus ont été découverts lors de l'inspection. Le Mayflower II est retourné à son poste d'amarrage à Plymouth, Massachusetts, le 7 août 2013. En décembre 2015, le navire est arrivé au Henry B. duPont Preservation Shipyard à Mystic Seaport, pour être restauré. Le navire est retourné temporairement à Plymouth pour la saison estivale 2016 et est revenu définitivement en 2020,, juste à temps pour le 400e anniversaire de l'arrivée des pèlerins.

## Galerie
|                        |
| Intérieur d'une cabine |

|                                |
| Mayflower II à Plymouth Harbor |

|                    |
| Plimoth Plantation |